# Tonio Borg

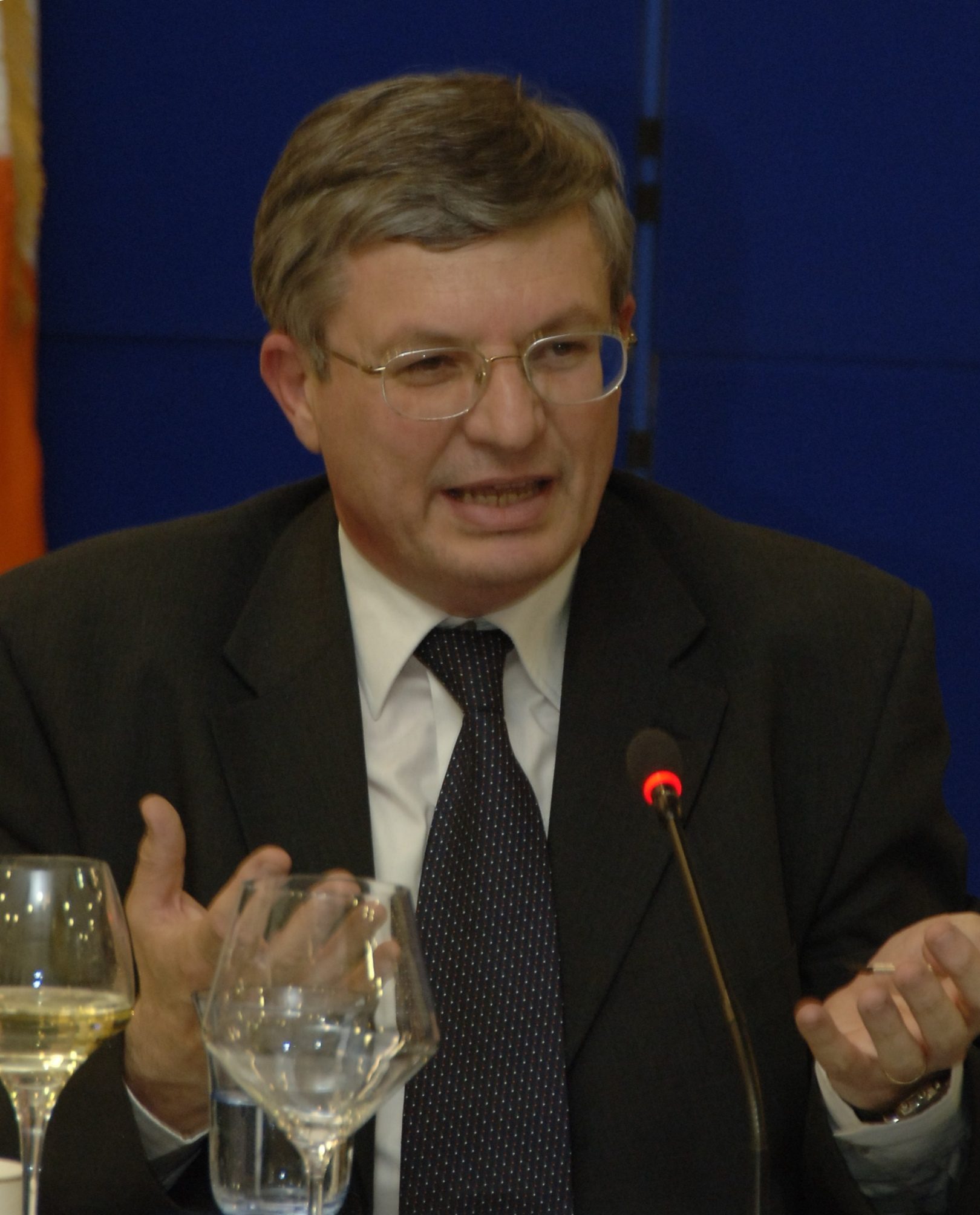
Tonio Borg

Tonio Borg (* 12. Mai 1957 in Floriana, Malta) ist ein maltesischer Politiker der Nationalist Party und langjähriger Minister. Er war von November 2012 bis 2014 Mitglied der Europäischen Kommission.

## Biografie

### Studium und Wahl zum Abgeordneten
Nach der Schulausbildung am St. Aloysius’ College in Birkirkara studierte er Rechtswissenschaften an der University of Malta. Das Studium schloss er 1979 mit der Promotion zum Doctor of Laws (LL.D.) ab. Während seiner anschließenden Tätigkeit als Rechtsanwalt spezialisierte er sich auf das Gebiet der Menschenrechte und war zudem auch Lecturer für Öffentliches Recht an der University of Malta. Zwischen 1987 und 1992 war er Direktor der Mid-Med Bank Ltd. in Valletta.
Bereits im Alter von 17 Jahren trat er 1974 der Partit Nazzjonalista bei und vertrat deren Jugendorganisation (Moviment Żgħażagħ Partit Nazzjonalista) von 1983 bis 1985 als Mitglied des Exekutivgremiums der heutigen Youth of the European People’s Party. Außerdem war er von 1988 bis 1995 Präsident des Generalrates der Nationalist Party.
1990 folgte die Berufung Dr. Borgs zum Mitglied des Europäischen Komitees zur Verhütung von Folter und unmenschlicher oder erniedrigender Behandlung oder Strafe (CPT). In dieser Funktion war er auch Mitglied von Delegationen des Europarates bei Besichtigungen von Justizvollzugsanstalten in Schweden, Italien, Griechenland, dem Vereinigten Königreich sowie Bulgarien.
Nachdem er sich 1981 sowie 1987 als Kandidat der PN erfolglos für das Repräsentantenhaus beworben hatte, wurde er 1992 erstmals zum Abgeordneten gewählt und vertrat dort zunächst den Wahlkreis 7. Bei den Parlamentswahlen 1996, 1998, 2003 sowie 2008 wurde er jeweils als Abgeordneter wiedergewählt und vertrat zuletzt den Wahlkreis 8.
Nach der Wahl von 1992 wurde er im September 1992 Mitglied der Maltesischen Umwelt- und Planungsbehörde, der er bis April 1995 angehörte. In dieser Zeit war er zunächst Ersatzmitglied und dann auch Mitglied der Parlamentarischen Delegation seines Heimatlandes bei der Parlamentarischen Versammlung des Europarates sowie zugleich Mitglied des Gemeinsamen Parlamentsausschusses des Europaparlaments und des Repräsentantenhauses. Diese Position bekleidete er erneut von 1996 bis 1998.

### Minister und Stellvertretender Parteivorsitzender
Im April 1995 wurde er von Premierminister Edward Fenech Adami als Innenminister erstmals ins Kabinett berufen und hatte dieses Amt bis zur Wahlniederlage im Oktober 1996 inne. Während der anschließenden Oppositionszeit gehörte er von Oktober 1996 bis September 1998 als Sprecher der PN für Inneres dem Schattenkabinett Fenech Adamis an.
Nach dem Wahlsieg seiner Partit Nazzjonalista wurde er von Premierminister Fenech Adami am 8. September 1998 wieder zum Innenminister ernannt. Darüber hinaus fiel in sein Ressort die Umweltpolitik. Nach der Bestätigung der Regierung durch die Parlamentswahlen vom April 2003 übernahm er in der Regierung neben dem Amt des Innenministers zusätzlich das Amt des Justizministers.
Nach dem Rücktritt des PN-Vorsitzenden Fenech Adami, der für das Amt des Staatspräsidenten kandidierte, wurde er auf dem Parteitag der Nationalist Party im März 2004 zum Stellvertretenden Vorsitzenden der PN gewählt. Als solcher setzt er sich für die Beibehaltung der konservativen Ziele der PN ein. Der neugewählte Parteivorsitzende Lawrence Gonzi, der zugleich Fenech Adamis Nachfolger als Premierminister wurde, ernannte Borg unmittelbar nach dem Parteitag zum Stellvertretenden Premierminister sowie Innen- und Justizminister. Als Stellvertretender Premierminister ist er als Nachfolger von Gonzi zugleich Mehrheitsführer der PN im Repräsentantenhaus (Leader of the House of Representatives).
Als Innenminister setzte er sich im Rahmen einer europäischen Asyl- und Flüchtlingspolitik für EU-Hilfen für Mittelmeerflüchtlinge ein, um das maltesische Flüchtlingsproblem und die dazu entstandene europäische Kritik zu lösen. Als Justizminister unterzeichnete er im April 2007 den Beitritt Maltas zur Europäischen Rechtsakademie.
Nach dem knappen Wahlsieg der Partit Nazzjonalista bei den Parlamentswahlen vom 8. März 2008 wurde er vom wiedergewählten Premierminister Gonzi zum Stellvertretenden Premierminister, Außenminister sowie Mehrheitsführer der PN im Repräsentantenhaus berufen. Als Außenminister und Nachfolger von Michael Frendo sucht er neben dem Kontakt zur Europäischen Union auch Beziehungen mit arabischen Staaten im Mittleren Osten wie Jordanien, Libanon und Syrien. Darüber hinaus setzte er sich auch für einen Migrationspakt zur Steuerung der EU-Einwanderungspolitik ein. Im Rahmen einer maltesischen Einwanderungspolitik wurde dabei im Außenministerium im Februar 2009 eine zentrale Visaeinheit geschaffen.

### EU-Gesundheitskommissar
Im Oktober 2012 wurde Borg von Lawrence Gonzi als neuer EU-Kommissar für Gesundheit und Verbraucherschutz vorgeschlagen. Der frühere Amtsinhaber und Landsmann John Dalli war zuvor wegen Betrugsvorwürfen zurückgetreten. Im Vorfeld des Hearings im Europäischen Parlament wurde Kritik an Borg wegen seiner sehr konservativen Ansichten zu Homosexualität, Gleichstellung und Abtreibung laut.
Auch Korruptionsvorwürfe gegen ihn wurden zum Thema: Borg soll sich persönlich dafür eingesetzt haben, dass der kasachische Ex-Botschafter Rakhat Aliyev in den Genuss einer Aufenthaltsgenehmigung auf Malta kam. Aliyev werden unter anderem der Mord an zwei kasachischen Bankern, Erpressung, Bestechung und Geldwäsche vorgeworfen. Trotz der bestehenden Kritik wurde Tonio Borg vom Europäischen Parlament mit 386 Stimmen bei 281 Gegenstimmen und 28 Enthaltungen bestätigt. Er trat sein Amt am 27. November 2012 an.
Am 13. März 2014 wurde die EU-Saatgutverordnung vom Europäischen Parlament mit 650 zu 15 Stimmen abgelehnt, also mit rund 97,7 % der Stimmen dagegen. Borg war bis zur Abstimmung als zuständiger Kommissar dafür. Er wurde zum Rücktritt aufgefordert.

## Reden
- „'Risk Management as a Tool for Good Local. Governance' organised by the Local Government Department in collaboration“, 22. Juni 2006 (PDF-Datei; 24 kB)
- Seminary of the EPP Employee's Group 6. Juli 2007 (PDF-Datei; 85 kB)
- „Malta’s Euro-Mediterranean Vocation“, XXV Euro-Med Seminar, St Julians, 14. Juli 2008